# Hoyt–Schermerhorn Streets
Hoyt–Schermerhorn Streets – stacja metra nowojorskiego, na linii A i C. Znajduje się w dzielnicy Brooklyn, w Nowym Jorku i zlokalizowana jest pomiędzy stacjami Jay Street – MetroTech, Fulton Street oraz Lafayette Avenue i Bergen Street. Została otwarta 9 kwietnia 1936.